# Oronzo Pugliese
Oronzo Pugliese (Turi, 5 aprile 1910 – Turi, 11 marzo 1990) è stato un calciatore e allenatore di calcio italiano degli anni cinquanta e anni sessanta, ricordato soprattutto per le sue grandi capacità di spronare e caricare i giocatori della squadra che allenava.

## Biografia
Nato a Turi in provincia di Bari, da una famiglia contadina, conservò la schiettezza, la sincerità e la semplicità delle sue origini.
Fu un personaggio impulsivo e focoso, con grande capacità di caricare i giocatori ed il pubblico.

## Carriera
(Oronzo Pugliese)

### Calciatore
La sua carriera da calciatore, al contrario di quella da allenatore, non fu straordinaria; cambiò ruolo da centravanti a terzino giocando dapprima in Puglia nelle serie minori, poi in diverse altre squadre tra cui il Frosinone (allora denominato Bellator Frusino), l'Aquila Montevarchi, il Potenza e il Popoli, ed infine in Sicilia, a Siracusa e Messina. Con gli aretusei disputa varie stagioni a cavallo della guerra mondiale, contribuendo alla vittoria del girone di Serie C nel 1940-1941 e alla qualificazione alla finale del campionato siciliano 1944-1945.

### Allenatore

#### Esordi in Sicilia, Benevento e Siena
Proprio in Sicilia iniziò la sua carriera da allenatore, prima con la Leonzio nel 1939, dove la retribuzione era costituita da alcune ceste di arance, poi con il Siracusa e il Messina con cui ottenne una promozione in Serie B nel 1949-1950, a Barcellona Pozzo di Gotto con l'Igea Virtus (1947-1949), quindi con il Benevento (Serie C 1951-1952), a Caltanissetta con la U.S. Nissena 1929 (IV serie 1952-1955); nel 1955-56 guidò la Reggina in IV Serie centrando la promozione in Serie C. Nel 1958-59 sfiorò la promozione in Serie B con il Siena, perdendo lo spareggio contro l'Ozo Mantova. Ritornò poi a Siracusa, con cui ottenne un quinto posto in Serie C.

Oronzo Pugliese in panchina

#### Foggia
Le due esperienze più importanti della sua carriera tuttavia arrivarono qualche anno più tardi, prima con il Foggia e poi con la Roma. Con i pugliesi ottenne una promozione in Serie B nel campionato di Serie C 1961-1962 e due anni dopo, al termine della stagione 1963-1964, raggiunse la Serie A.
Nel 1964 vinse il Seminatore d'oro, premio riservato all'allenatore che si è più distinto nel corso della stagione agonistica, grazie ai suoi meriti sportivi alla guida del Foggia neopromosso in Serie A.
Fu soprannominato il mago di Turi, appellativo che gli venne assegnato nella stagione 1964-65, quando alla guida della matricola Foggia riuscì nell'impresa di battere la Grande Inter di Helenio Herrera. Essendo l'Inter un'avversaria troppo forte per essere sfidata a viso aperto, ordinò ai suoi di aspettare e studiare gli avversari senza esporsi, disponendo strettissime marcature a uomo sugli attaccanti neroazzurri; così il Foggia si aggiudicò la gara con il punteggio di 3-2 e da allora in poi Pugliese divenne un personaggio.
I rossoneri terminarono la loro prima stagione in massima serie con un sorprendente nono posto in classifica, a pari merito con la Roma.

#### Roma
Nei tre anni successivi fu chiamato proprio alla guida della Roma, dove divenne l'idolo del pubblico ma non ottenne i risultati sperati; nel 1965-1966 restò in vetta alla classifica per circa due mesi, ma poi terminò il campionato all'ottavo posto; si tolse tuttavia la soddisfazione di battere nuovamente l'Inter del mago Herrera, questa volta per 2-0 all'Olimpico. Non andò meglio nei due anni successivi (1967 e 1968), terminati entrambi al decimo posto; fece in tempo comunque a lanciare la giovane promessa Fabio Capello.

#### Gli ultimi sette anni
Negli anni seguenti cominciò la parabola discendente. Prima il Bologna in due riprese, poi il Bari neopromosso in Serie A nel 1969-1970 con cui esordì battendo la Roma (nel frattempo passata sotto la guida di Helenio Herrera, che pertanto fu ancora una volta sconfitto dal mago di Turi), ma da cui fu sostituito il 10 marzo 1970 con la squadra al penultimo posto, che a fine stagione retrocesse; poi ancora Fiorentina, Lucchese, Avellino e Termoli. Concluse la carriera a Crotone nella stagione 1977-78, panchina dove venti anni prima si era già seduto il cognato Egizio Rubino.
Morì a Turi nel 1990 e fu sepolto nel cimitero locale.
Dal 2008 la cittadinanza di Turi ha creato in suo onore il Premio Nazionale per lo Sport "Oronzo Pugliese".
Sempre a Turi gli è stata inoltre dedicata la via che porta al campo sportivo comunale.

## Statistiche

### Presenze e reti nei club
| Stagione        | Squadra         | Campionato      | Campionato | Campionato | Coppe nazionali | Coppe nazionali | Coppe nazionali | Totale | Totale |
| Stagione        | Squadra         | Comp            | Pres       | Reti       | Comp            | Pres            | Reti            | Pres   | Reti   |
| --------------- | --------------- | --------------- | ---------- | ---------- | --------------- | --------------- | --------------- | ------ | ------ |
| 1938-1939       | Siracusa        | C               | 21         | 0          | CI              | 0               | 0               | 21     | 0      |
| 1939-1940       | Siracusa        | C               | 25         | 0          | CI              | 6               | 0               | 31     | 0      |
| 1940-1941       | Siracusa        | C               | 21+6       | 0          | CI              | 2               | 0               | 29     | 0      |
| 1941-1942       | Siracusa        | C               | 24         | 0          | -               | -               | -               | 24     | 0      |
| 1942-1943       | Siracusa        | C               | 11         | 0          | -               | -               | -               | 11     | 0      |
| 1944-1945       | Siracusa        | CS              | ?          | ?          | -               | -               | -               | ?      | ?      |
| Totale Siracusa | Totale Siracusa | Totale Siracusa | 102+ +6    | 0+         |                 | 8               | 0               | 116+   | 0+     |
| Totale carriera | Totale carriera | Totale carriera | 102+ +6    | 0+         |                 | 8               | 0               | 116+   | 0+     |

## Palmarès

### Giocatore

#### Competizioni nazionali
- Serie C: 1

Siracusa: 1940-1941

### Allenatore

#### Competizioni nazionali
- Campionato italiano di Serie B: 1

Foggia: 1963-1964
- Campionato italiano Serie C: 2

Messina: 1949-1950
Foggia: 1961-1962
- IV Serie: 1

Reggina: 1955-1956

### Individuale
- Seminatore d'oro: 1

1963-1964

## Nella cultura di massa
Lino Banfi si è ispirato a lui, su suggerimento del famoso allenatore svedese Nils Liedholm, per il personaggio di Oronzo Canà nel cult-movie L'allenatore nel pallone e nel seguito L'allenatore nel pallone 2.
Giovanni Cataleta gli ha dedicato un libro, Quando nel calcio esistevano i maghi.